# Джулия Карпентер
Джулия Карпентер (англ. Julia Carpenter) — супергероиня комиксов издательства Marvel Comics. Вторая Женщина-паук и бывшая участница таких команд супергероев, как «Мстители» и «Отряд Омега». Джулия стала второй Мадам Паутиной. Её первое появление состоялось в октябре 1984 года в комиксе Secret Wars #6, авторами которого являются Джим Шутер и Майк Зек.

## История публикаций
Дебют второй Женщины-паука во вселенной Marvel состоялся в разгар глобального события Secret Wars. В 1993 году Джулия Карпентер получила собственную ограниченную серию из четырёх комиксов Spider-Woman. С июня 1991 по январь 1994 годы Женщина-паук была одной из главных героинь комикса Avengers West Coast о команде Мстителей с Западного побережья. С июля 1994 года по март 1996 года Джулия появлялась на страницах комикса Force Works в качестве одного из членов команды супер-героев.

## Биография
Джулия, молодая мать-одиночка, была вовлечена в двойную жизнь старой школьной подругой и государственным агентом Валери Купер, считавшей, что Джулия наилучший кандидат для секретной правительственной программы по созданию суперагентов. Встретив подругу как бы случайно, Валери предложила ей место работы и заодно манипуляциями заставила её пройти серию экспериментов, включая инъекцию сыворотки из редких растений Амазонки и яда пауков, после чего Карпентер получила сверхчеловеческие способности. Она стала членом Комиссии по Сверхчеловеческой Деятельности (КСД) как Женщина-Паук. КСД базировалась в Вашингтоне, но Джулия сначала выступала как бы независимым супергероем Денвера. Когда почти всесильный Творец отправил весь Денвер, включая дома Карпентер, в космос как часть Секретных Войн, Джулия сражалась с армией злодеев вместе с Мстителями, Людьми Икс и Человеком-Пауком.
Вскоре раздражительный бывший муж Джулии потерял возможность опекать их дочь Рейчел после того, как Джулия развелась с ним из-за его обмана. Однако, когда тайная карьера Джулии как Женщины-Паука начала приводить к частым необъяснимым отсутствием, Лари подал на неё в суд и выиграл дело. Тем временем Джулия работала с командой Сила Освобождения, пока они не арестовали Мстителей за фальшивое обвинение в измене. Джулия им сочувствовала и освободила их. Купер дал Джулии второй шанс, наняв её как соло-агента под присмотром исполнителя КСД Майка Клемсона, но после того как она помогла Мстителям против Лордов Тихого Океана, Джулия присоединилась к Мстителям и оборвала все связи с предыдущей организацией. Служа в западном отделении Мстителей, Джулия сразилась с криминальным трио «Паутина Смерти», чьи силы, как и её, произошли от сыворотки доктора Картер Напиер. «Паутина Смерти» и их наёмник Манипулятор, сражались с Джулией несколько раз, убив Лари и Напиер, угрожав Рейчел и родителям Джулии Корнваллам, которые как гиды по Амазонке помогли найти ингредиенты для сыворотки Напиер. Но Джулия всё же победила врагов и спасла дочь и родителей.
Когда Мстители решили закрыть базу на западном побережье, Джулия начала протестовать и присоединилась к другим бывшим западным Мстителям, образовав новую суперкоманду «Силовики», хотя она скоро распалась и Джулия возобновила свои контакты с Мстителями, оставаясь не участвующей. Затем ей пришлось оставить супергеройства после атаки Шарлоты Виттер, которая лишила её всех суперсил. Не без вмешательства новой молодой Женщины-паука — Матти Франклин, Виттер потеряла контроль над украденными силами. Вскоре после того, как был принят Акт о регистрации супергероев, Тони Старк (Железный человек) заставил Джулию вступить в команду. Вместе с Мисс Марвел и Чудо-человеком она тренировала других зарегистрированных героев для выполнения правительственных поручений, включающих также стандартное преследование незарегистрированных супергероев.

## Альтернативные версии

### Ultimate(Земля-1610)
В Ultimate Джулия Карпентер является псевдонимом Джессики Дрю, которая в этой версии является женским клоном Человека-паука. В комиксе Ultimate Mystery она использует псевдоним, чтобы проникнуть в Роксон Индастриз.

### Cancerverse
В этой версии Джулия была одной из сотен уродливых существ, которых встречали «Космические Мстители». Ронан был первый и единственный из «Космических мстителей» в лице Джулии, которую он тут же забили до смерти, с его Универсальным Оружием.

### Morgan Le Fay (Земля-398)
В этой реальности Джулия была также известна как Арахна и была членом королевской Мести.

### Iron Doom (Земля-42777)
Джулия была одной из приспешников Тони Старка.

### Что если бы?(Земля-TRN078)
В сюжете Что если бы? Джулия Карпентер также является второй Мадам Паутиной.

### X-Men Forever (Земля-161)
В комиксе X-Men Forever Джулия является Женщиной-паук в своем классическом чёрно-белым костюмом, и одним из основных членов Мстители. Тем не менее, она показывает полномочия Джессики Дрю так как она пользовалась её способностями против Гамбита. Она также может летать неизвестным способом, как она не имеет глайдер-ткани как у Джессики Дрю.

### МС2 (Земля-982)
В этой вселенной Джессика просила Джулию Карпентер связаться с Питером Паркером. Джулия сообщила Питеру о тяжелом положении сына Джессики, и просила, чтобы он заставил Герри перестать быть супергероем.

## Способности
Арахна способна мысленно управлять потоками притяжения между молекулярными границами двух поверхностей. Может генерировать нити психической силы и управлять ими, опутывая цель своеобразной психической паутиной. Концентрируя эту силу на руках и ногах, она может передвигаться по любым поверхностям.
Став Мадам Паутиной, она обладает телепатией и предсказанием будущего, также способна ощущать псионические силы других.

## Вне комиксов

### Телевидение
- В 1996 году в мультсериале «Железный человек», где Джулия Карпентер заменила Пеппер Поттс. Она является помощником и доверенным лицом Тони Старка. В начале сериала она регулярно появлялась как Женщина-Паук и также союзник Тони Старка и состоит в его команде как и другие герои. Джулия испытывает романтический интерес к Тони. В первых сериях она боролась с Алой Ведьмой из-за его привязанности, а также в более поздних эпизодах. Была его женой в течение короткого времени (хотя это была лишь уловка, чтобы выловить убийцу, который охотится за Тони). Во втором сезоне они с Тони стали парой. Как Женщина-Паук у неё есть сила и ловкость, также использует прибор, чтобы пускать паутину.
- Появляется как Мадам Паутина в 4 сезоне мультсериала «Совершенный Человек-паук».

### Кино
Актриса Сидни Суини сыграла Джулию в фильме «Мадам Паутина», который является частью Вселенной Человека-паука от Sony.